# Keur Madiabel
Keur Madiabel ist eine Stadt im Département Nioro du Rip der Region Kaolack, gelegen im südlichen Zentrum des Senegal.

## Geographische Lage
Keur Madiabel liegt südlich des Saloum im Nordwesten des Départements Nioro du Rip auf halbem Weg zwischen der Regionalpräfektur Kaolack im Norden und der Grenze zu Gambia im Süden und damit im Erdnussbecken des Senegal.
Keur Madiabel liegt 178 Kilometer südöstlich von Dakar, 32 Kilometer südlich der Regionalpräfektur Kaolack und 32 Kilometer nordwestlich von Nioro du Rip.

## Geschichte
Das Dorf Keur Madiabel war Hauptort einer Communauté rurale und erlangte 2008 den Status einer Commune (Stadt). Damit verbunden war die Ausgliederung des Stadtgebietes aus dem Gebiet der Landgemeinde, deren Hauptort und Namensgeber fortan das Dorf Keur Mandongo war. Das Stadtgebiet erstreckt sich eine bestimmte Anzahl von Kilometern in alle vier Himmelsrichtungen, gemessen von der Kreuzung der Straßen nach Kaolack im Norden, nach Touba Niane im Osten und nach Keur Mandongo im Westen. Daraus ergab sich eine Stadtfläche von rechnerisch 30,00 km².

## Bevölkerung
Nach den letzten Volkszählungen hat sich die Einwohnerzahl der Stadt wie folgt entwickelt:
| Jahr | Einwohner |
| ---- | --------- |
| 1988 | ...       |
| 2002 | ca. 5.000 |
| 2013 | 10.542    |

## Verkehr
Keur Madiabel liegt abseits des Netzes der Nationalstraßen. Eine 24 Kilometer lange asphaltierte Piste, die südlich von Kaolack in Kavil von der N 4 nach Süden abzweigt, verbindet die Stadt mit dem Rest des Landes. Hinter der Ortsdurchfahrt Keur Madiabel führt die Piste weiter bis in die Nähe der Grenze zu Gambia und verzweigt sich dort nach Westen in Richtung Toubacouta und nach Osten in Richtung Nioro du Rip.
Über die N4 ist Keur Madiabel mit dem 33 km entfernt gelegenen Flugplatz Kaolack und mit dem nationalen Luftverkehrsnetz verbunden.

## Städtepartnerschaften
- Neuville-en-Ferrain, Frankreich[6]